# 上川陽子
上川 陽子（かみかわ ようこ、1953年〈昭和28年〉3月1日 - ）は、日本の政治家。自由民主党所属の衆議院議員（8期）、裁判官訴追委員長。
外務大臣（第152代）、法務大臣（第94代・第95代・第98代・第99代・第103代）、公文書管理担当大臣（福田康夫内閣）、内閣府特命担当大臣（少子化対策、男女共同参画）（第1次安倍改造内閣・福田康夫内閣）、総務副大臣（第2次安倍内閣）、総務大臣政務官（第3次小泉改造内閣）、衆議院厚生労働委員長、自由民主党一億総活躍推進本部長、同女性活躍推進本部長、同女性局長、同幹事長代理を歴任した。

## 来歴
静岡県静岡市生まれ。静岡雙葉中学校・高等学校卒業後、東京大学文科三類に入学し、東京大学教養学部教養学科（国際関係論専攻）卒業。カトリック教徒。
1977年4月三菱総合研究所に入所し、研究員を務める。フルブライト奨学生としてアメリカ合衆国のハーバード大学ケネディ・スクールで学び、1988年政治行政学修士号を取得した。その後はアメリカ合衆国議会のマックス・ボーカス上院議員（民主党）の政策スタッフを務める。同年12月、株式会社グローバリンク総合研究所代表取締役に就任。
1996年、第41回衆議院議員総選挙に静岡1区から無所属で出馬したが、得票数5位で落選。
その後、自由民主党に入党したが、2000年6月の第42回衆議院議員総選挙には再び無所属で静岡1区から出馬し、自民党元職の戸塚進也、民主党元職の牧野聖修（比例復活）、公明党前職の大口善徳を破り初当選した。自民党公認候補がいながら静岡1区での出馬を強行したため自民党を除名され、同じ保守系無所属で当選した衆議院議員9名で院内会派「21世紀クラブ」を結成。同年11月の加藤の乱では、森内閣不信任決議案に反対票を投じる。
2001年、自民党に復党した。
2003年の第43回衆議院議員総選挙で牧野に敗れたが、重複立候補していた比例東海ブロックで復活し、再選。2004年10月、自民党女性局長に就任。
2005年の第44回衆議院議員総選挙で3選。11月、第3次小泉改造内閣で総務大臣政務官（行政改革の推進、公務員制度の改革の担当）に任命された。2007年、第1次安倍改造内閣で内閣府特命担当大臣（少子化対策、男女共同参画）に任命され、当選3回で初入閣した。続く福田康夫内閣でも再任され、新たに公文書管理担当の国務大臣にも命ぜられた。
2009年の第45回衆議院議員総選挙で牧野に敗れ、比例復活もならず落選した。
2012年の第46回衆議院議員総選挙で当選し国政に復帰（4選）。
2013年9月、第2次安倍内閣で閣僚経験者ながら総務副大臣に任命された。2014年9月、第2次安倍改造内閣発足により総務副大臣を退任し、衆議院厚生労働委員長及び新設された自由民主党女性活躍推進本部長に起用される。

### 法務大臣

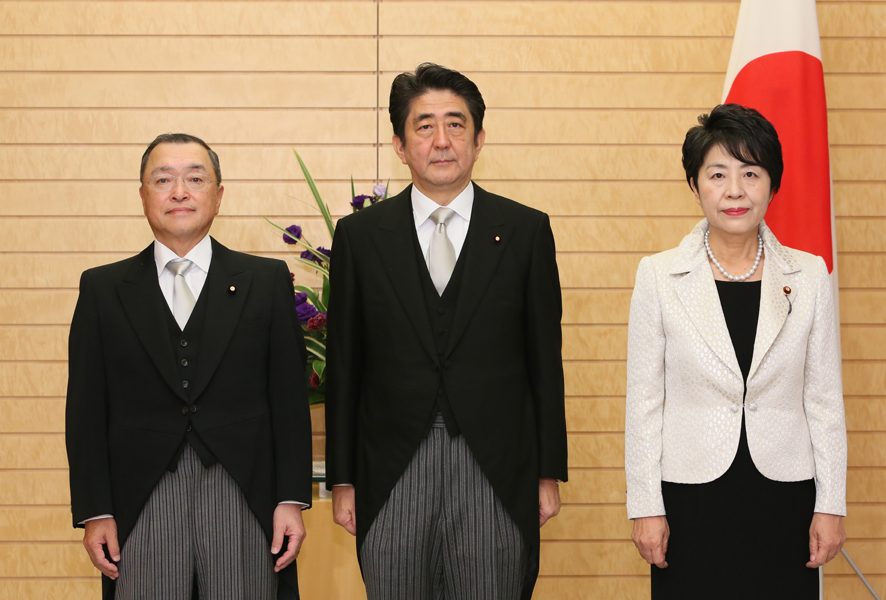
2014年10月21日、法務大臣就任時に経済産業大臣に就任した宮澤洋一と共に内閣総理大臣安倍晋三と

2014年10月、公職選挙法違反の疑いで辞任した松島みどりの後任の法務大臣に任命され、7年ぶりに2度目の入閣。
同年12月の第47回衆議院議員総選挙で5選。選挙後に発足した第3次安倍内閣においても法務大臣に再任された。
2015年6月、闇サイト殺人事件（2007年発生）で死刑が確定し、名古屋拘置所に収監されていた死刑囚1名の死刑執行を命令した。同年10月7日、第3次安倍第1次改造内閣の発足に伴い、法務大臣を退任。その後、自民党憲法改正推進本部事務局長に就任した。
2017年8月3日、第3次安倍第3次改造内閣で、再び法務大臣に任命された。同年10月の第48回衆議院議員総選挙で6選。同年12月19日、市川一家4人殺害事件（1992年発生）で死刑が確定した犯行当時19歳の少年死刑囚を含め、死刑囚2名（いずれも東京拘置所収監・複数回目の再審請求中）の死刑執行を命令した。少年死刑囚の死刑執行は、1997年に死刑が執行された永山則夫元死刑囚（永山則夫連続射殺事件、1969年発生）以来20年ぶりだった。
2018年1月、国際仲裁センターの日本誘致をめぐって、これに消極的な当時法務省刑事局長であった林眞琴と対立し、林を法務事務次官に就任させる人事を承諾しなかったとされる。同年7月、オウム真理教事件（1989年 - 1995年発生）で死刑が確定したオウム真理教の教祖・麻原彰晃（本名：松本智津夫）ら死刑囚13名の死刑執行を命令した。オウム事件に関しては、坂本堤の妻の名前に因んだ「都子基金」の講演にも出席している。オウム幹部の一斉処刑により、上川の命令により刑が執行された死刑囚は16名（安倍第3次改造時の1名を含む）となり「法務省が死刑執行を公表するようになった1998年11月以降に就任した法相」では鳩山邦夫（13名）を抜き最多の執行数となった。同年7月3日には麻原・遠藤誠一・土谷正実・井上嘉浩・新実智光・中川智正・早川紀代秀の死刑囚計7名の死刑執行を命じ、7月6日に死刑が執行された。麻原・遠藤・土谷の3名は東京拘置所、井上・新実両名は大阪拘置所、中川は広島拘置所、早川は福岡拘置所にそれぞれ収監されており、土谷以外の全員が再審請求中だった。また、残る岡﨑一明・横山真人・林泰男・広瀬健一・豊田亨・端本悟の死刑囚計6名に関しても同年7月24日に死刑執行を命令し、26日午前に執行された。岡崎・横山両名は名古屋拘置所・林は宮城刑務所仙台拘置支所（死刑執行は隣接する宮城刑務所で行われた）、広瀬・豊田・端本の3名は東京拘置所に収監されており、横山・林・広瀬・豊田の4名は第1次再審請求中だった一方で岡崎・端本は再審請求をしていなかった。
同年10月、自民党一億総活躍推進本部長。
2019年5月27日、自民党静岡県連会長に就任。
2020年9月16日、菅義偉内閣で、3度目の法務大臣に就任。
2021年10月11日、自民党人生100年時代戦略本部長。
同年10月31日の第49回衆議院議員総選挙で、立憲民主党公認の遠藤行洋、国民民主党公認の高橋美穂、日本維新の会公認の青山雅幸を破り7選。野党票は3者に分散し、他候補の比例復活はいずれもかなわなかった。同年11月9日、自民党幹事長代理。自民党党改革実行本部座長。

### 外務大臣就任
2023年9月13日発足の第2次岸田第2次改造内閣で外務大臣に就任。
2024年1月7日、ロシアによる侵攻を受けるウクライナの首都キーウを訪れ、ドミトロ・クレーバ外相と会談した。ドローンによる攻撃で大きな被害が出ていることを踏まえ、その動きを把握する「対無人航空機検知システム」などを供与するため、NATOの基金に新たに約3700万ドルを拠出すると表明した。会談中に空襲警報があったことから、その後の共同記者発表の会場はウクライナ外務省の1階ホールから地下のシェルターへ直前に変更となった。また、ウォロディミル・ゼレンスキー大統領やデニス・シュミハリ首相を表敬訪問した。
同年4月29日から5月1日にかけて、日本の外相としては45年ぶりにナイジェリアを公式訪問した。その目的として、ナイジェリアと日本の経済関係の強化や、ギニア湾沿岸諸国の政治的・経済的な安定強化、アフリカやグローバルな課題での連携強化を掲げた。
同年8月14日、岸田文雄首相が任期満了に伴う自民党総裁選挙への不出馬を表明。上川は同月中旬から総裁選出馬への意欲を示すが、推薦人集めに難航した。9月9日午前には他陣営の引き剥がしも行われた。同日午後、既に推薦人に名を連ねていた麻生派議員の働きかけにより2人確保。それを受けて同日、上川は麻生太郎に密かに面会した。告示日前日の9月11日に出馬を表明した。上川の推薦人は20人中、麻生派が約半数の9人を占めた（井出庸生、井林辰憲、仁木博文、松本剛明、山口俊一、猪口邦子、今井絵理子、山東昭子、中西祐介）。9月12日、総裁選が告示され、旧岸田派からは上川と林芳正の2人が立候補した。9月26日22時半頃、産経新聞は、麻生が1回目の投票から高市早苗を支援するよう自派閥の議員に指示を出したとスクープした。9月27日総裁選執行。高市は1回目の議員投票で、報道各社の事前調査での30～40票を大きく上回る72票を獲得した。上川は9人中7位で落選した。得票数1位の高市と2位の石破茂が進んだ決選投票で、上川は石破に投じた。同年10月の第50回衆議院議員総選挙で8選。同年11月14日裁判官訴追委員会委員長に就任。

## 政策・主張

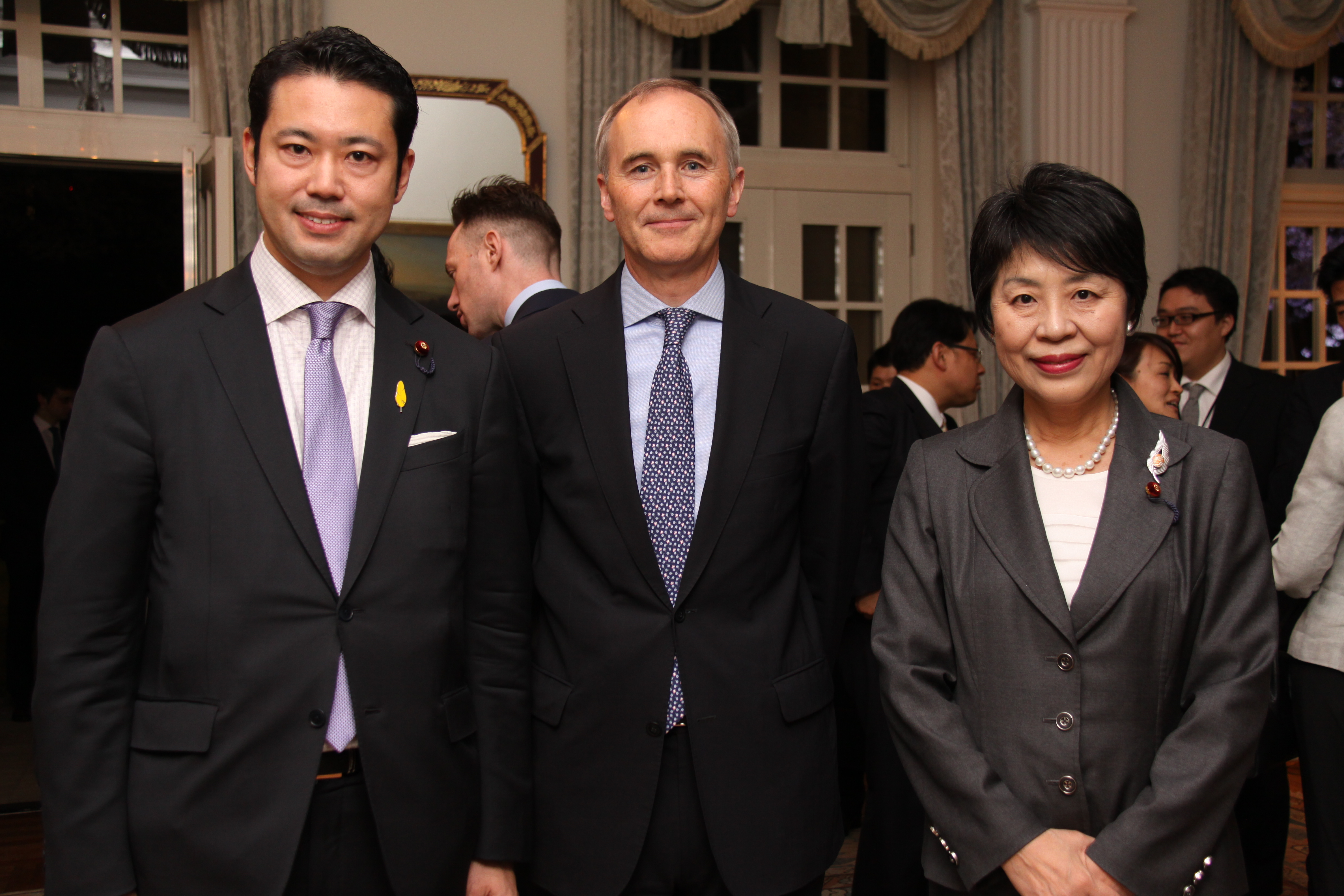
2015年4月1日、日本駐箚英国大使公邸にて。法務大臣政務官大塚拓（左）、日本駐箚英国特命全権大使ティモシー・ヒッチンズ（中央）、上川。

### 憲法
- 憲法改正について、2017年のアンケートでは「賛成」と回答[47]。2021年のアンケートでは「どちらかといえば賛成」と回答[48]。
- 改正すべき項目として「地方公共団体の権限強化を明記する」「緊急事態に関する条項を新設する」と主張[49]。
- 憲法9条への自衛隊の明記について、2021年のアンケートで「賛成」と回答[50]。
- 集団的自衛権の行使を禁じた内閣法制局の憲法解釈の見直しに反対[51]。
- 憲法を改正し緊急事態条項を設けることについて、2021年の毎日新聞社のアンケートで「賛成」と回答[52]。

### 経済・財政
- 赤字国債ではなく、民間の主体的努力をより積極的に引き出すような政策が必要という立場を取る。（2003年の自民党総裁選でのインタビューにて[53]）
- 日本の財政再建については「待ったなし」という立場を取り、徹底した行政改革が大きな柱の一つになると考えている。（第190回国会の衆議院予算委員会での河野太郎行政改革担当大臣に対する質問にて[54]）
- ワイズスペンディング（賢い支出）を財政政策の中にしっかりと盛り込み、その為には財政規律への配慮が重要であると考えている。（第208回国会の衆議院予算委員会での岸田文雄内閣総理大臣及び鈴木俊一財務大臣に対する質問にて[55]）

### 外交・安全保障
- 日韓関係を重視しており、2001年には第27回日韓議員連盟合同総会[56]に、2007年には日韓若手国会議員懇談会[57]に、それぞれ訪韓した際に出席している。また2007年、静岡市内で開かれた朝鮮通信使400周年シンポジウムでは「対話を続けていくことができれば、過去の過ちを克服することは十分可能」と発言した[58]。
- 2022年4月21日、司法外交議連会長として、「ウクライナ情勢を巡る我が国の対応に関する提言」を取り纏め、古川禎久法務大臣（当時）に提出した[59]。
- 徴用工訴訟などの歴史問題をめぐる日韓の関係悪化についてどう考えるかとの問いに対し、2021年の毎日新聞社のアンケートで「政府の今の外交方針でよい」と回答[52]。

### ジェンダー
- 選択的夫婦別姓制度の導入について、2002年の衆議院法務委員会で「賛成」と発言[60]。法務大臣就任後、2014年10月28日の参議院法務委員会において、みんなの党の行田邦子の質問に対し「日常生活の中で女性が活躍する際に壁になっていることはできるだけ避けていくように努力していきたいという思いの中で取り組んできたこと」「（夫婦同姓を強制する制度が人権問題であり、人権を制約し、その解決が問題になっている）といったことも総合的に勘案しながら考えていくべきこと」と発言した[61]。2014年、2017年、2021年のアンケートでは「どちらとも言えない」と回答[62][47][48]。
- 同性婚を可能とする法改正について、2021年の朝日新聞社のアンケートでは「どちらとも言えない」と回答[48]。2021年のNHKのアンケートでは回答しなかった[50]。
- 「LGBTなど性的少数者をめぐる理解増進法案を早期に成立させるべきか」との問題提起に対し、「どちらとも言えない」と回答[48]。
- クオータ制の導入について、2021年のアンケートで「反対」と回答[50]。

### その他
- 森友学園への国有地売却をめぐる公文書改竄問題で、2021年5月6日、国は「赤木ファイル」の存在を初めて認めた[63]。しかし5月13日、菅義偉首相はファイルの存在を踏まえた再調査を行わない考えを報道各社に書面で示した[64]。9月の自民党総裁選挙で総裁に選出された岸田文雄も10月11日、衆議院本会議の代表質問で再調査の実施を否定した[65]。国の対応をどう考えるかとの問いに対し、2021年の毎日新聞社のアンケートで「これ以上、調査や説明は必要ない」と回答[52]。
- 日本の環太平洋パートナーシップ協定（TPP）参加に反対。TPPの農業分野への対応について「コメなど可能な限り多くの例外品目を設けるべき」としている[51]。
- 2014年10月21日、法務大臣就任後初の記者会見で、前任の松島みどりが意欲を示していた「性犯罪の厳罰化」の方針を継承する考えを表明した[66]。2020年6月8日には、自民党司法制度調査会長として、性犯罪の有罪判決確定者にGPS機器の装着を義務づける等の提言書を森雅子法務大臣（当時）に提出した[67]。
- 2回目の法務大臣在任中、法務省はこれまで部局ごとに国際的課題に対応してきたが、部局を横断して総合的・戦略的な検討・対応を行うために、司令塔機能を担う組織として法務省大臣官房に「国際課」を新設する事に尽力した[68]。
- 通常、国務大臣を退任した後はSPによる警護対象者ではなくなるが、法務大臣在任中に麻原彰晃をはじめとしたオウム真理教事件の死刑囚の死刑執行を命じたことで信者らによる報復措置の懸念により、大臣退任後も生涯警護対象となっている。オウム教団の報復については、国松孝次警察庁長官（当時）が1995年に狙撃された事件が起きた際には、犯行の関連が示唆された。
- 2023年には参院外交防衛委員会において、スパイ防止法の制定に反対した。

## 政治資金
- 2015年、第2次安倍改造内閣の閣僚である上川、望月義夫環境大臣がそれぞれ代表を務める自由民主党の支部への、国からの補助金交付が決定していた総合物流会社「鈴与」からの2011年〜2012年に計620万円の寄付が報道された。鈴与は2011年、2012年に環境省の「家庭・事業者向けエコリース促進事業費補助金」を申請し、同省所管の一般社団法人が2011年9月、12月に補助金の交付決定を通知していた[69]。

## 不祥事

### 選挙違反
2009年の第45回衆議院議員総選挙期間中、上川の後援会関係者2人が、静岡市内の人材派遣会社を通じて募集した上川陣営のアルバイトに対して投票を依頼する電話を有権者にかける見返りに報酬の支払いを約束し、公職選挙法違反により逮捕された。

### 知事選発言の撤回
2024年5月18日に静岡県知事選挙候補者の応援演説の中で述べた発言に対する批判を受け、翌19日「真意と違う形で受け止められる可能性がある」としてこの発言を撤回した。

## 選挙歴
| 当落 | 選挙                   | 執行日         | 年齢 | 選挙区      | 政党       | 得票数     | 得票率 | 定数 | 得票順位 /候補者数 | 政党内比例順位 /政党当選者数 |
| ---- | ---------------------- | -------------- | ---- | ----------- | ---------- | ---------- | ------ | ---- | ------------------ | ---------------------------- |
| 落   | 第41回衆議院議員総選挙 | 1996年10月20日 | 43   | 静岡県第1区 | 無所属     | 2万6828票  | 11.86% | 1    | 5/8                | /                            |
| 当   | 第42回衆議院議員総選挙 | 2000年06月25日 | 47   | 静岡県第1区 | 無所属     | 5万8358票  | 24.23% | 1    | 1/6                | /                            |
| 比当 | 第43回衆議院議員総選挙 | 2003年11月09日 | 50   | 静岡県第1区 | 自由民主党 | 6万7437票  | 30.21% | 1    | 2/5                | 8/8                          |
| 当   | 第44回衆議院議員総選挙 | 2005年09月11日 | 52   | 静岡県第1区 | 自由民主党 | 9万9702票  | 39.49% | 1    | 1/4                | /                            |
| 落   | 第45回衆議院議員総選挙 | 2009年08月30日 | 56   | 静岡県第1区 | 自由民主党 | 9万6096票  | 37.59% | 1    | 2/5                | 8/6                          |
| 当   | 第46回衆議院議員総選挙 | 2012年12月16日 | 59   | 静岡県第1区 | 自由民主党 | 8万1278票  | 36.18% | 1    | 1/5                | /                            |
| 当   | 第47回衆議院議員総選挙 | 2014年12月14日 | 61   | 静岡県第1区 | 自由民主党 | 8万9544票  | 44.90% | 1    | 1/4                | /                            |
| 当   | 第48回衆議院議員総選挙 | 2017年10月22日 | 64   | 静岡県第1区 | 自由民主党 | 9万6500票  | 46.88% | 1    | 1/4                | /                            |
| 当   | 第49回衆議院議員総選挙 | 2021年10月31日 | 68   | 静岡県第1区 | 自由民主党 | 10万1868票 | 52.35% | 1    | 1/4                | /                            |
| 当   | 第50回衆議院議員総選挙 | 2024年10月27日 | 71   | 静岡県第1区 | 自由民主党 | 11万4278票 | 56.81% | 1    | 1/5                | /                            |

## 所属団体・議員連盟
- 自民党たばこ議員連盟[72]
- 朝鮮通信使交流議員の会（幹事）
- 神道政治連盟国会議員懇談会[73]
- 速やかな政策実現を求める有志議員の会
- 日韓議員連盟
- 北京オリンピックを支援する議員の会
- トラック輸送振興議員連盟
- 例外的に夫婦の別姓を実現させる会
- TPP交渉における国益を守り抜く会
- ボーイスカウト振興国会議員連盟 [74]